# Contea di Dawu (Sichuan)
La contea di Dawu (道孚县S, Dàofú XiànP) o contea di Daofu è una contea della Cina, situata nella provincia di Sichuan e amministrata dalla prefettura autonoma tibetana di Garzê.